# گغانوش
گغانوش (به ارمنی: Գեղանուշ) یک سکونتگاه مسکونی در ارمنستان است که در استان سیونیک واقع شده‌است.  در  کیلومتری جنوب کاپان، مرکز استان سیونیک واقع شده است.

## خصوصیات
گغانوش ۲۱٫۹۳ کیلومترمربع مساحت و ۳۲۴ نفر جمعیت دارد و در ارتفاع  متر بالاتر از سطح دریا قرار گرفته است.

## نگارخانه

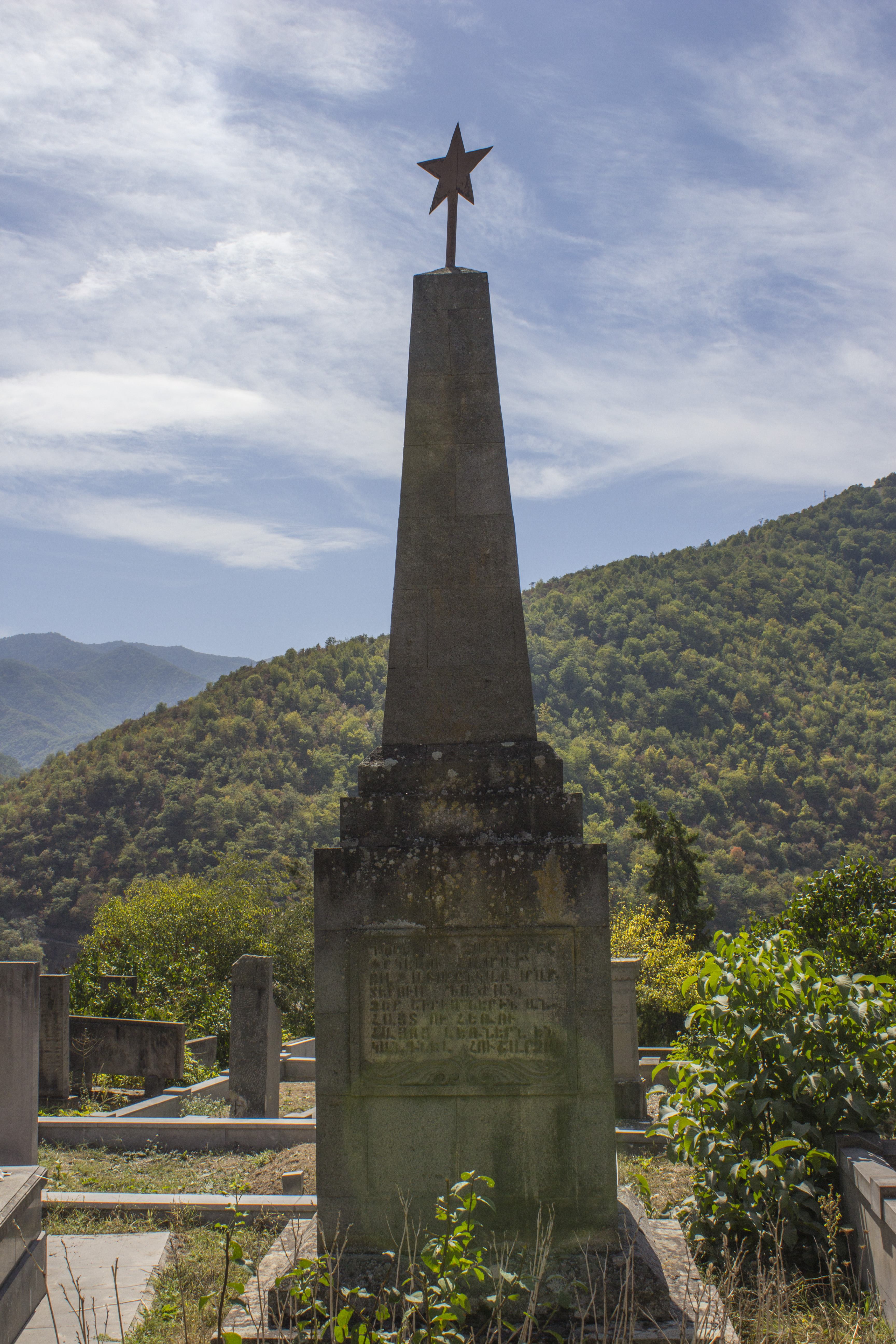
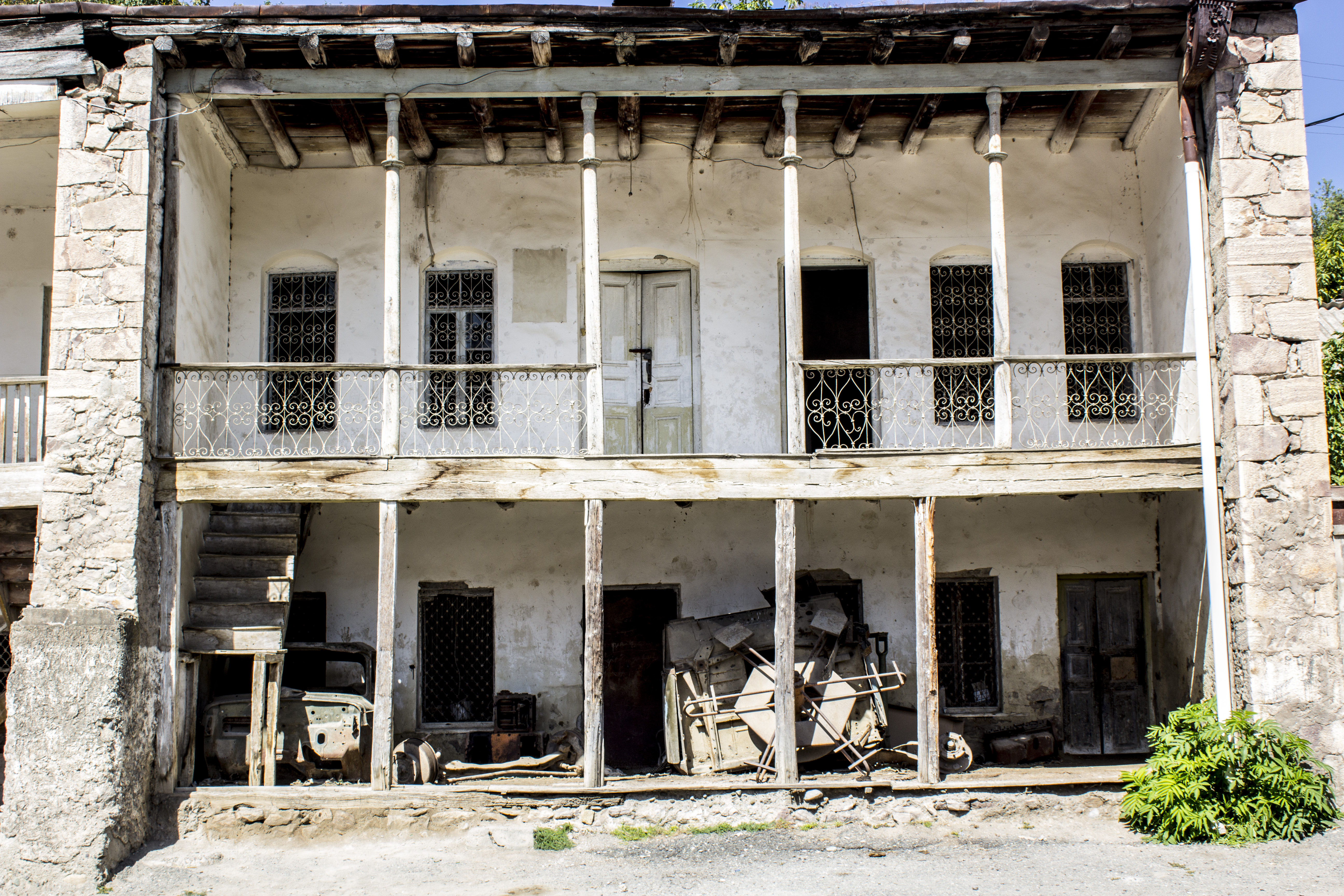
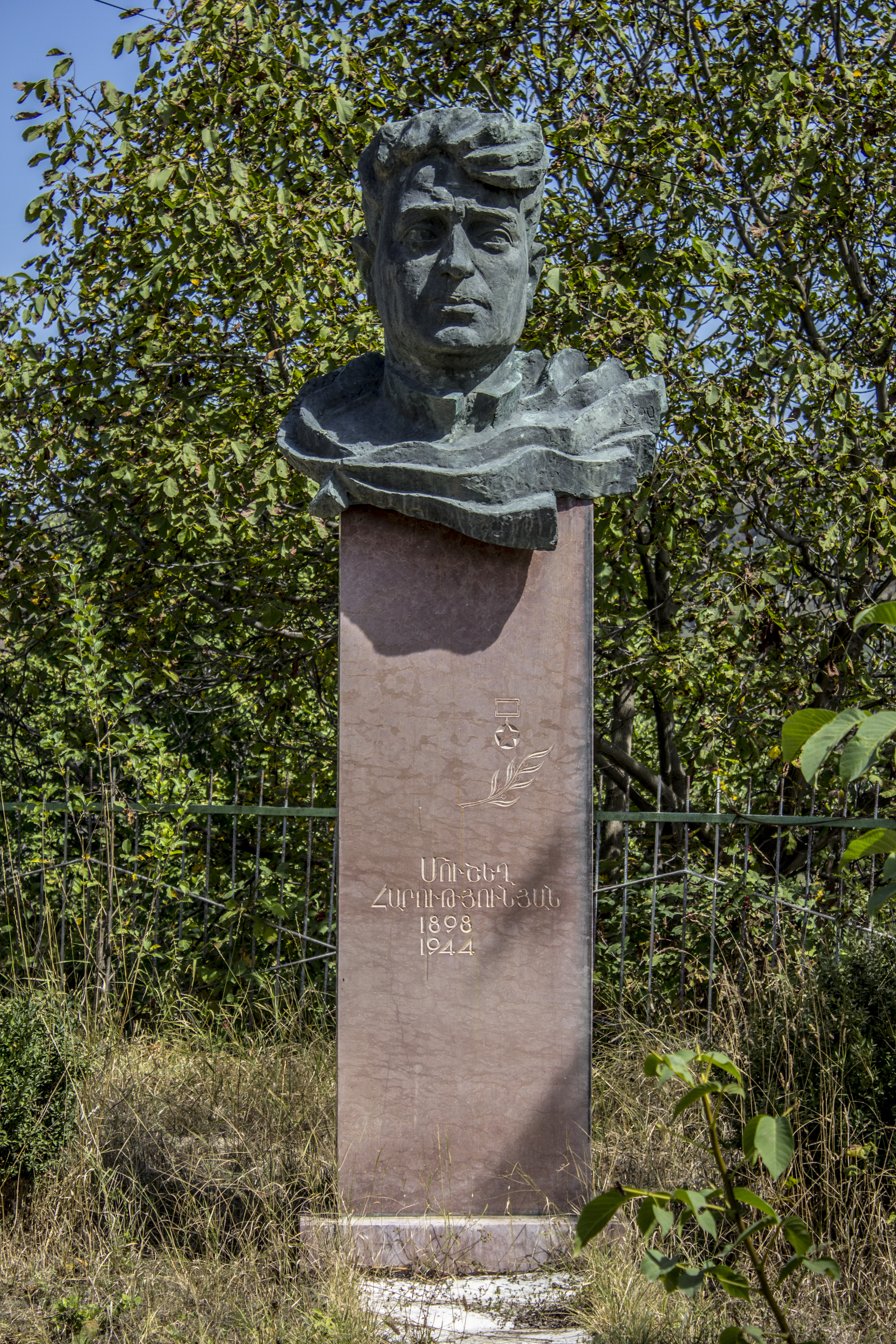
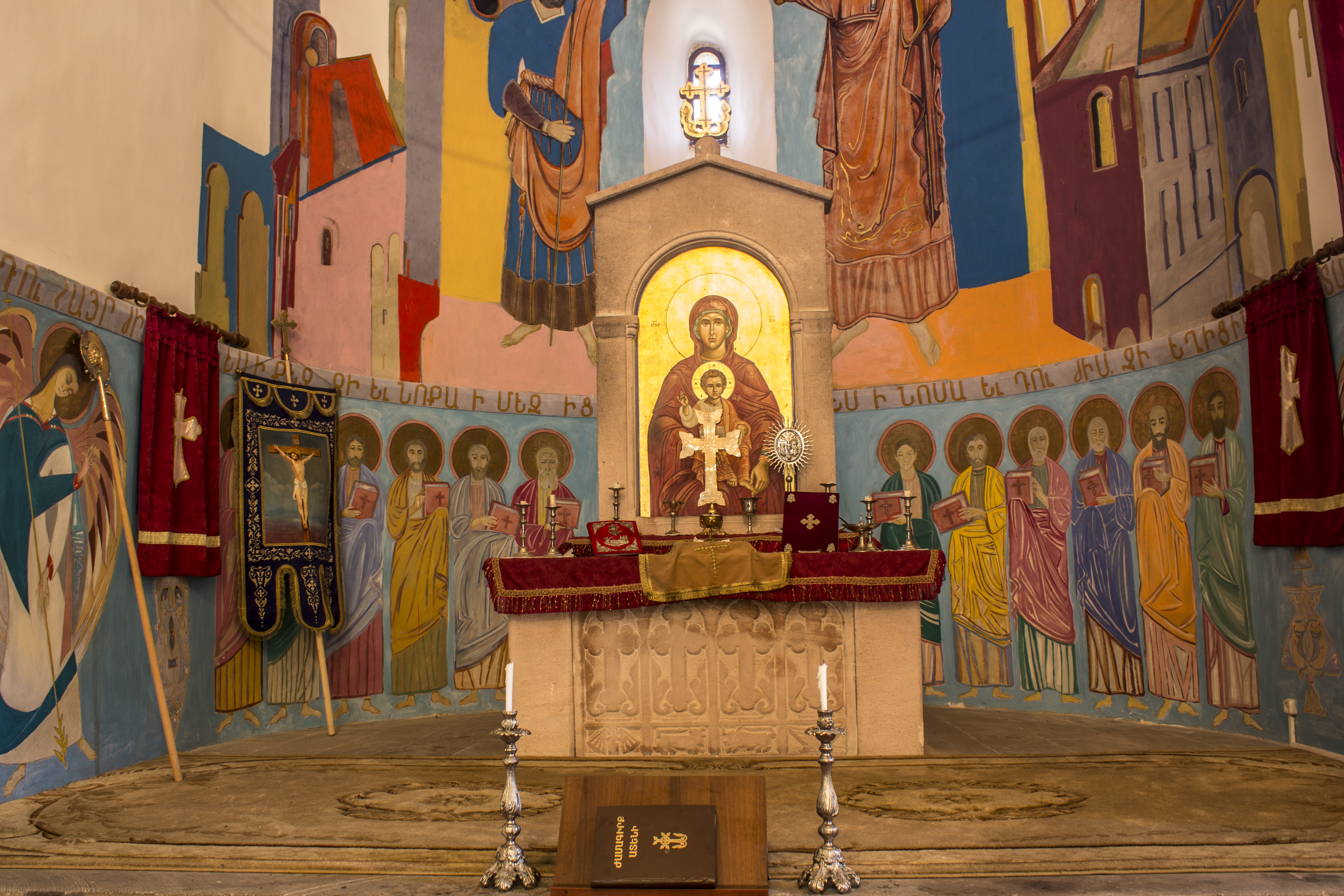